# Université de Mons-Hainaut
Pour les articles homonymes, voir UMH.
L'Université de Mons-Hainaut (UMH) était une université publique belge située à Mons en province de Hainaut. Elle a fusionné en 2009 avec la Faculté polytechnique de Mons et le département montois de l'Institut supérieur intercommunal d'architecture (ISAI) pour donner naissance à l'Université de Mons.

## Histoire

### Création
Le Centre universitaire de l’État à Mons est établi en 1965 à partir de notamment l'Institut commercial des industriels du Hainaut, qui a été fondé en 1899 par Raoul Warocqué. Elle compte alors deux facultés : la faculté des sciences et la faculté de sciences économiques appliquées (surnommé faculté Waroqué); ainsi qu'un Institut supérieur de pédagogie et l'École d’interprètes internationaux créée en 1962 par le linguiste et didacticien Raymond Renard, professeur à la Faculté polytechnique de Mons.
L'institution est transformée en pleine université publique en 1971, et devient l’Université de l’État à Mons.
En 1989, l'enseignement supérieur est communautarisé et l'université se renomme en Université de Mons-Hainaut, institution de la Communauté française de Belgique.
La bibliothèque universitaire établie en 1797, contient 715 000 ouvrages dont 450 manuscrits, parmi lesquels un daté du Xe siècle et 140 incunables, dont une Bible de Gutenberg.

### Fusion

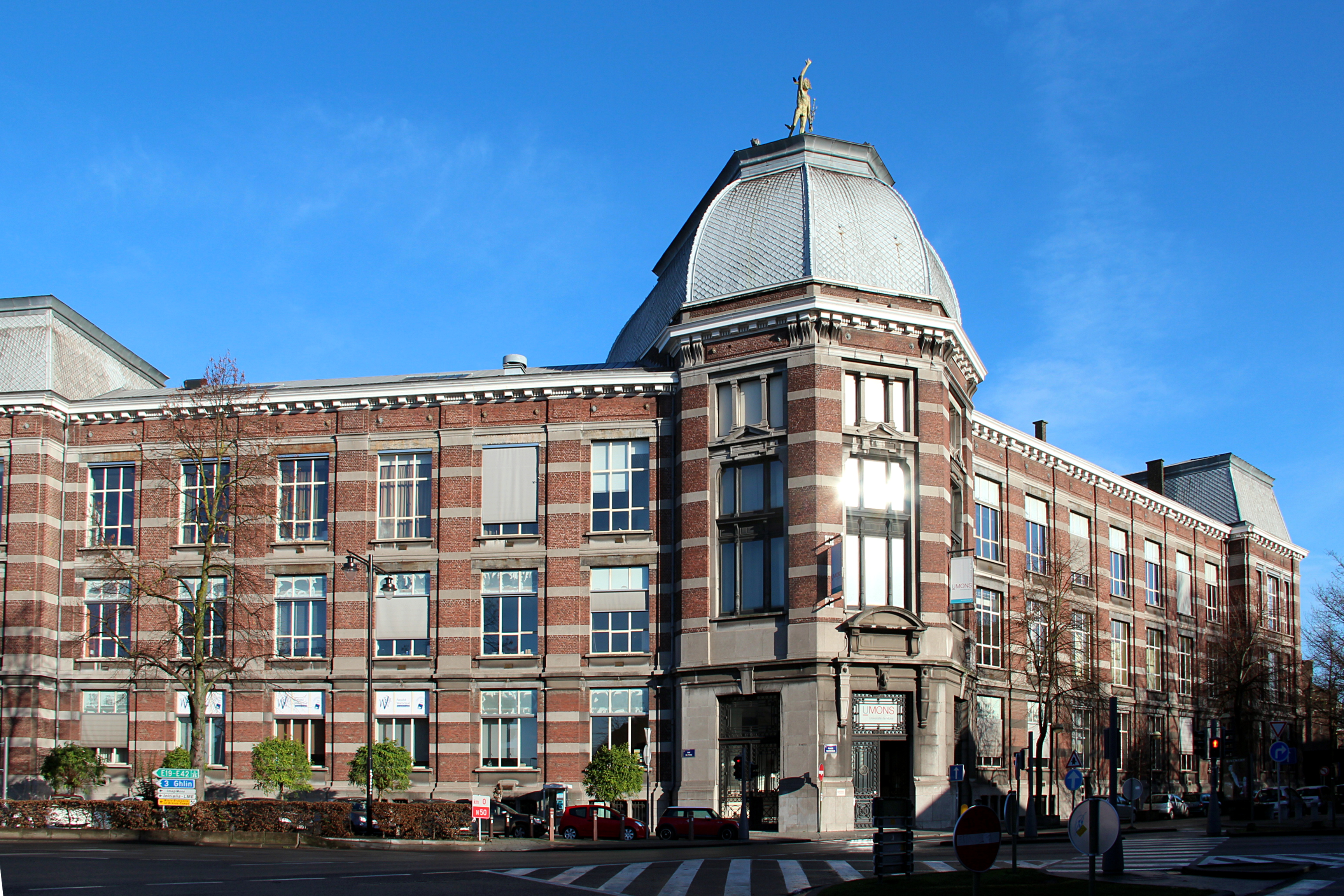
Faculté Warocqué d'Économie et de Gestion (UMH).

Le 6 juillet 2007, les conseils d'administration de l'Université de Mons-Hainaut et de la Faculté polytechnique de Mons ont décidé à l'unanimité de créer une entité commune, l'Université de Mons, opérationnelle dès la rentrée 2009-2010.